# Pamphorichthys
Pamphorichthys ist eine Untergattung sehr kleiner Fische aus der Gattung Poecilia, die in Brasilien weit verbreitet ist.

## Merkmale
Die verschiedenen Arten erreichen Längen von 1,7 bis 4,5 Zentimeter, bleiben in den meisten Fällen aber bei einer Länge von maximal 2 Zentimeter. Männchen sind etwas kleiner als die Weibchen. Pamphorichthys wird auf der Grundlage von siebenundzwanzig apomorphen Merkmalen diagnostiziert und von anderen, verwandten Untergattungen unterschieden. Diese betreffen vor allem die Anatomie der Bauchflossen. Elf dieser Autapomorphien resultieren aus der Miniaturisierung der Gattung. Die Scheitelbeine sind bei Pamphorichthys ebenso wie bei den nah verwandten Untergattungen Acanthophacelus und Micropoecilia nicht vorhanden. In der Seitenlinie wird das System der Poren und Sinneskanäle durch offene Gräben mit freiliegenden Neuromasten ersetzt. Das Gebiss besteht aus konischen Zähnen. Männchen zeigen ein ventrales Längsband zwischen der Basis der Afterflosse und dem Schwanzstiel. Die Rückenflosse wird von 6 bis 8 Flossenstrahlen gestützt, von denen 1 bis 2 nicht gegabelt sind. Die nur bei den Weibchen ausgebildete Afterflosse hat 9 Flossenstrahlen, in seltenen Fällen auch nur 8. Davon sind 3, selten auch 2 nicht gegabelt. Die Anzahl der Schuppen in einer mittleren Längsreihe auf der Körperseite liegt bei 25 bis 30; 6 bis 7, in seltenen Fällen auch 8 Schuppen liegen in einer Reihe direkt vor der Rückenflosse und 12 bis 16 (meistens) liegen rund um den Schwanzstiel. Die Anzahl der Wirbel beträgt 27 bis 31.

## Systematik
Pamphorichthys wurde als Gattung 1913 durch den britischen Ichthyologen Charles Tate Regan eingeführt. Heute wird sie allerdings als Untergattung von Poecilia geführt.

## Arten
Die Untergattung Pamphorichthys umfasst folgende 7 Arten:
- Poecilia akroa Figueiredo & Moreira, 2018[5]
- Poecilia araguaiensis (Costa, 1991)
- Poecilia hasemani (Henn, 1916)
- Poecilia hollandi (Henn, 1916)
- Poecilia minor (Garman, 1895)
- Poecilia pertapeh (Figueiredo, 2008)
- Poecilia scalpridens (Garman, 1895)